# Burgstall Heimburg
Der Burgstall Heimburg, historisch auch als Raubenburg und Rabsburgk bekannt, ist eine abgegangene Höhenburg südlich des kleinen Dorfes Heimbach, einem Ortsteil der Gemeinde Gilserberg im nordhessischen Schwalm-Eder-Kreis.

## Lage
Die Anlage befindet sich etwa 300 m südlich des Dorfkerns auf der ovalen Bergkuppe des 373 m hohen, dicht bewaldeten Burgbergs, an dessen auslaufendem Nordhang sich der Ort hinunter in das Tal des Heimbachs erstreckt. Die uhrdeckelartige Bergkuppe erstreckt sich unter Wald von Südosten nach Nordwesten und fällt nach Südwesten und Nordosten mäßig steil ab. Nach Osten verläuft das Gelände flacher und ist dort zu einem kleinen Sporn ausgebildet.

## Geschichte
Ab etwa Mitte des 13. Jahrhunderts war das in der Gegend nicht unbedeutende edelfreie Geschlecht derer von Heimbach, denen auch das Dorf als mainzisches Lehen gehörte, auf der Burg ansässig. Sie (oder ihre unbekannten Vorgänger) bauten wohl eine bereits bestehende ehemalige Fliehburg zu ihrem Stammsitz aus. Von hier aus konnten sie sowohl den wichtigen, von Treysa nach Mellnau und weiter gen Westen führenden Sälzer Weg im Heimbachtal als auch die unweit östlich verlaufende Straße von Kassel und Fritzlar nach Marburg und Frankfurt, die heutige Bundesstraße 3, bewachen und kontrollieren. Die Herren von Heimbach sollen drei mit Pelzwerk belegte Balken im Wappen geführt haben.
Wann und von wem die Burg zerstört wurde, oder ob sie einfach aufgelassen wurde, ist bisher nicht bekannt.

## Die Anlage
Von der einstigen Burg sind heute nur noch geringe Reste erhalten: Wälle und Ausbruchgräben, entstanden durch das Ausbrechen der Grundmauern im 19. Jahrhundert. In der ersten Hälfte des 19. Jahrhunderts sollen noch Mauerreste von bis zu 6 m Höhe gestanden haben. Der Zeitpunkt ihrer Erbauung ist ungewiss, typologisch ist sie jedoch der spätkarolingisch-hochmittelalterlichen „Übergangsphase“ zuzurechnen. Der innere Befestigungsring der ehemaligen Höhenburg umschließt eine Fläche von etwa. 0,71 Hektar und war von einer etwa 325 m langen Ringmauer eingefasst. Auf der Südosthälfte der Anlage sind ein vorgelagerter Graben und Wall auf etwa 110 m Länge ausgeprägt. An der Spitze des Bergsporns nach Osten befand sich in etwa 35 m Abstand ein schwacher noch in etwa 33 m Länge zu erfassender Vorwall. Nahe dem Zentrum der Anlage, etwas nach Westen verschoben, befinden sich rundliche Eintiefungen von ca. 4 m Durchmesser, die Reste eines kleinen Steinkellers sein könnten. Im nordwestlich Bereich, grob parallel zum Mauerzug, verlaufen die Ausbruchgräben eines rund 20 × 12 m großen, rechteckigen Gebäudes, in dessen Längsachse sich im Südwesten und in der Mitte weitere Ausbruchspuren befinden, die möglicherweise auf Stützpfeiler hindeuten. An der Innenseite der ehemaligen Ringmauer liegen Ausbruchgräben zweier kleiner, kasemattenartiger Bauten.